# Marcell Berki
Marcell Tibor Berki (Hungría, 14 de junio de 2004) es un futbolista húngaro que juega como delantero en el Kecskeméti TE de la Nemzeti Bajnokság I.

## Trayectoria
Comenzó su carrera en el Fehérvár FC, entonces conocido como Videoton, en 2010, pasando ocho años en el club con sede en Székesfehérvár. Se unió al equipo austriaco Red Bull Salzburgo en 2018, y firmó su primer contrato profesional en julio de 2022.

## Selección nacional
Ha representado a Hungría en el ámbito internacional juvenil.

## Estadísticas

### Clubes
Actualizado al último partido disputado el 1 de abril de 2023.
| Club                      | Div.          | Temporada     | Liga  | Liga  | Copas nacionales | Copas nacionales | Copas internacionales | Copas internacionales | Total | Total |
| Club                      | Div.          | Temporada     | Part. | Goles | Part.            | Goles            | Part.                 | Goles                 | Part. | Goles |
| ------------------------- | ------------- | ------------- | ----- | ----- | ---------------- | ---------------- | --------------------- | --------------------- | ----- | ----- |
| F. C. Liefering · Austria | 2.ª           | 2021-22       | 6     | 1     | —                | —                | —                     | —                     | 6     | 1     |
| F. C. Liefering · Austria | 2.ª           | 2022-23       | 7     | 0     | —                | —                | —                     | —                     | 7     | 0     |
| F. C. Liefering · Austria | Total club    | Total club    | 13    | 1     | 0                | 0                | 0                     | 0                     | 13    | 1     |
| Total carrera             | Total carrera | Total carrera | 13    | 1     | 0                | 0                | 0                     | 0                     | 13    | 1     |